# Dowództwo Sojuszniczych Sił Lądowych LANDCOM
Dowództwo Sojuszniczych Sił Lądowych (ang. Allied Land Command LANDCOM) – struktura dowodzenia NATO podległa Dowództwu Sił Sojuszniczych NATO ds. Operacji ACO.

## Charakterystyka
Dowództwo Sojuszniczych Sił Lądowych odpowiada za planowanie i prowadzenie  operacji lądowych i gwarantuje pełny zakres konsultacji w sprawach wojsk lądowych. Ponadto utrzymuje zdolność rozmieszczenia mobilnych dowództw lądowych w rejonach operacji poprzez zapewnienie personelu dla dowództwa komponentu lądowego w połączonych operacjach większych niż MJO+ oraz zapewnienie mobilnych możliwości C2 w operacjach lądowych. Dowództwo ma swoją siedzibę w Izmirze (Turcja). 